# Unjŏn-gun
Unjŏn-gun (koreanska: 운전군) är en kommun i Nordkorea.   Den ligger i provinsen Norra P'yŏngan, i den västra delen av landet, 80 km norr om huvudstaden Pyongyang.